# Szafa (Mirów)
Szafa – turnia na Wyżynie Częstochowskiej w miejscowości Mirów, w gminie Niegowa, w powiecie myszkowskim, w województwie śląskim. Jest jedną ze Skał Mirowskich. Znajduje się w grzędzie o południkowym przebiegu w środkowej części Mirowskich Skał, w odległości około 0,5 km od Zamku w Mirowie. Przez wspinaczy skalnych zaliczana jest do Grupy Turni Kukuczki. W grupie tej w kolejności z południa na północ znajdują się skały: Studnisko, Szafa i Turnia Kukuczki.
Szafa znajduje się w środkowej części grzędy i jest najbardziej na wschód wysunięta jej skałą. Ma wysokość 12 m, połogie i pionowe ściany zbudowane z twardych wapieni skalistych. Wspinacze skalni opisują ją jako Szafa (ściana wschodnia) i Szafa II (ściana zachodnia). Poprowadzili na niej łącznie 8 dróg wspinaczkowych:
- Szafa – 3 drogi o stopniu trudności od VI.1 – VI.2 w skali Kurtyki i wystawie wschodniej i północno-wschodniej,
- Szafa II – 5 dróg o stopniu trudności od VI.1 – VI.4 i wystawie zachodniej[2].

Wszystkie drogi posiadają dobrą asekurację (ringi i stanowiska asekuracyjne). Ściany wspinaczkowe o wystawie wschodniej, północnej i zachodniej.

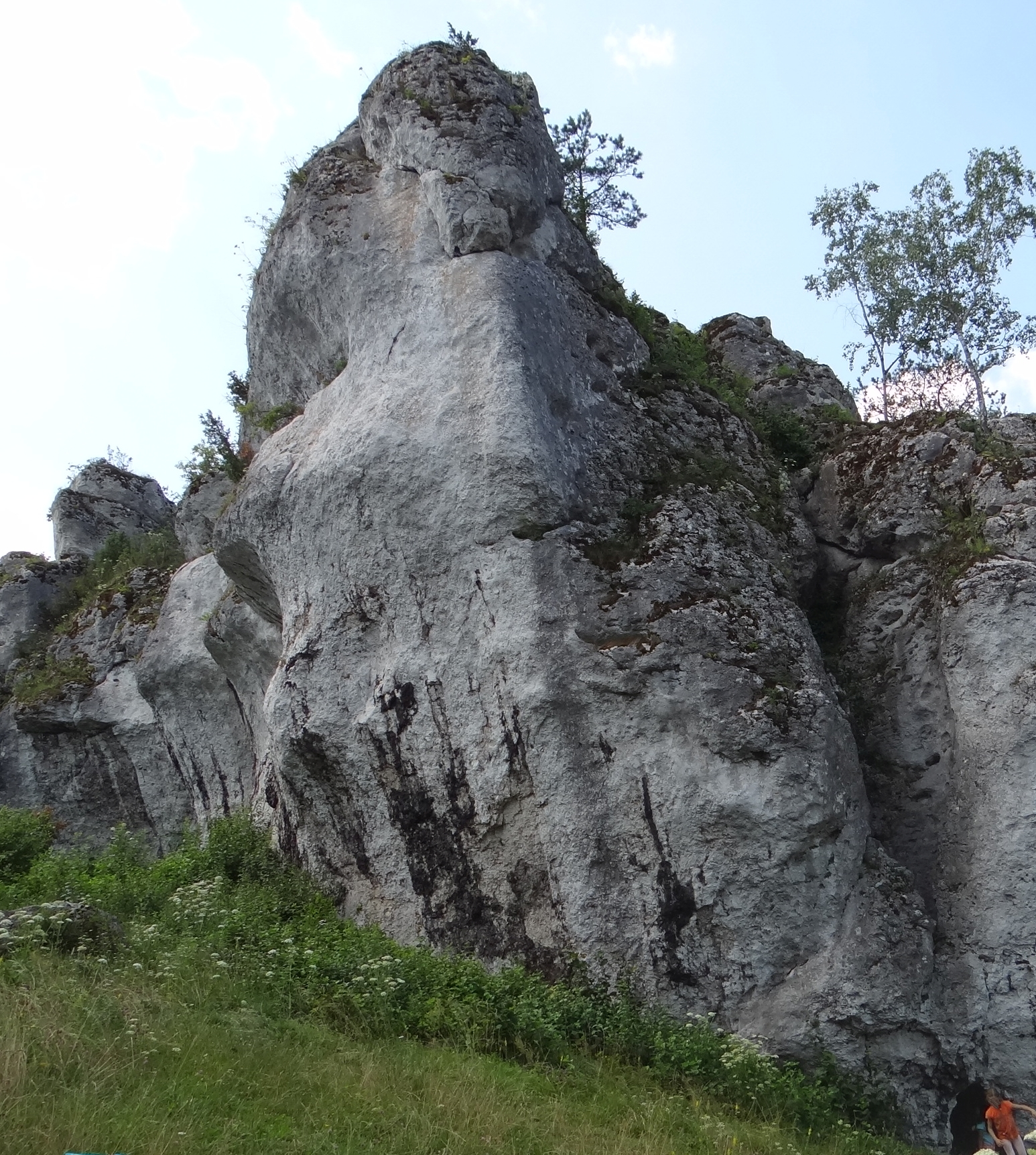
Wschodni filar Szafy
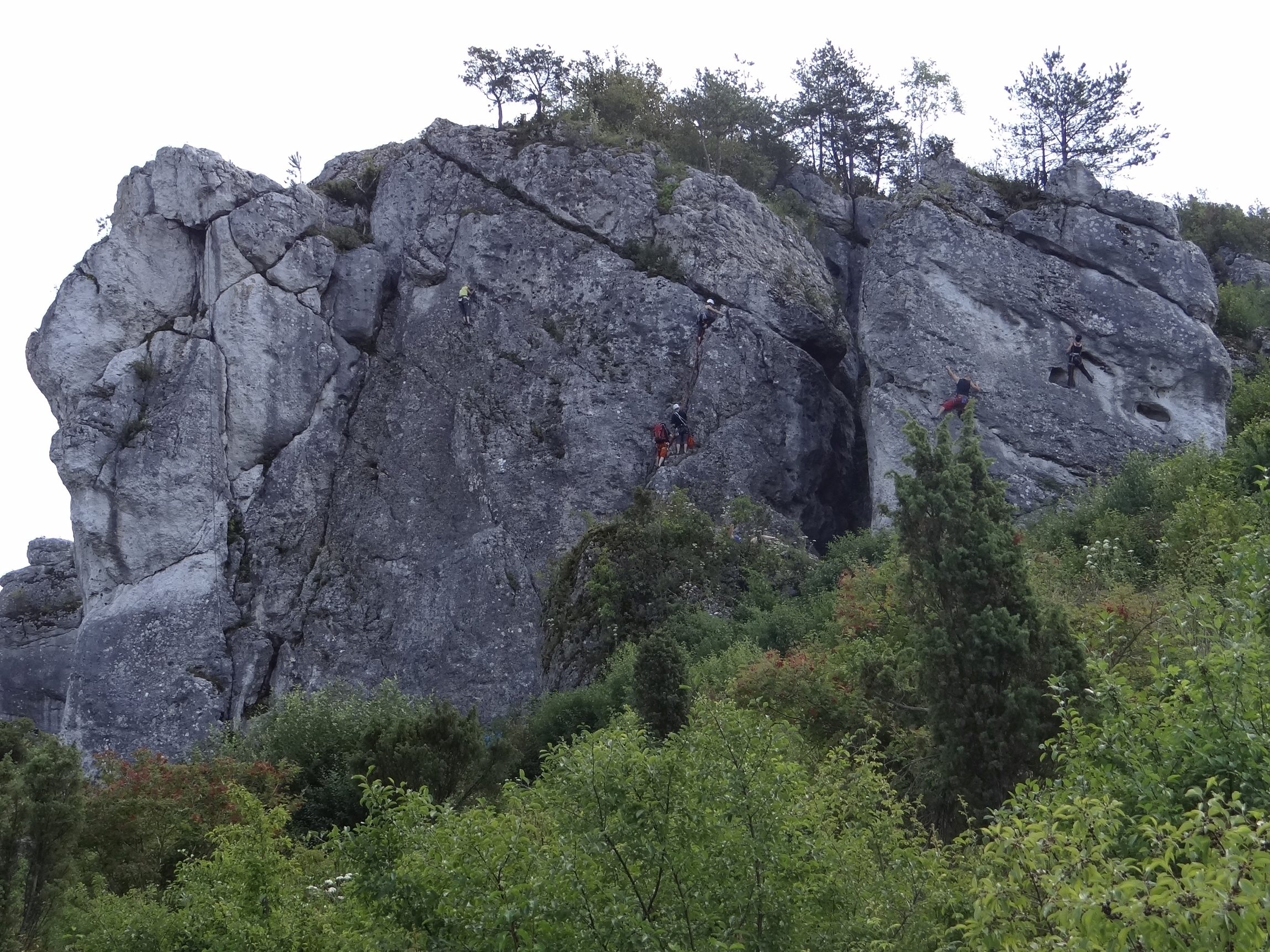
Ściana zachodnia Turni Kukuczki i Szafy (po prawej)
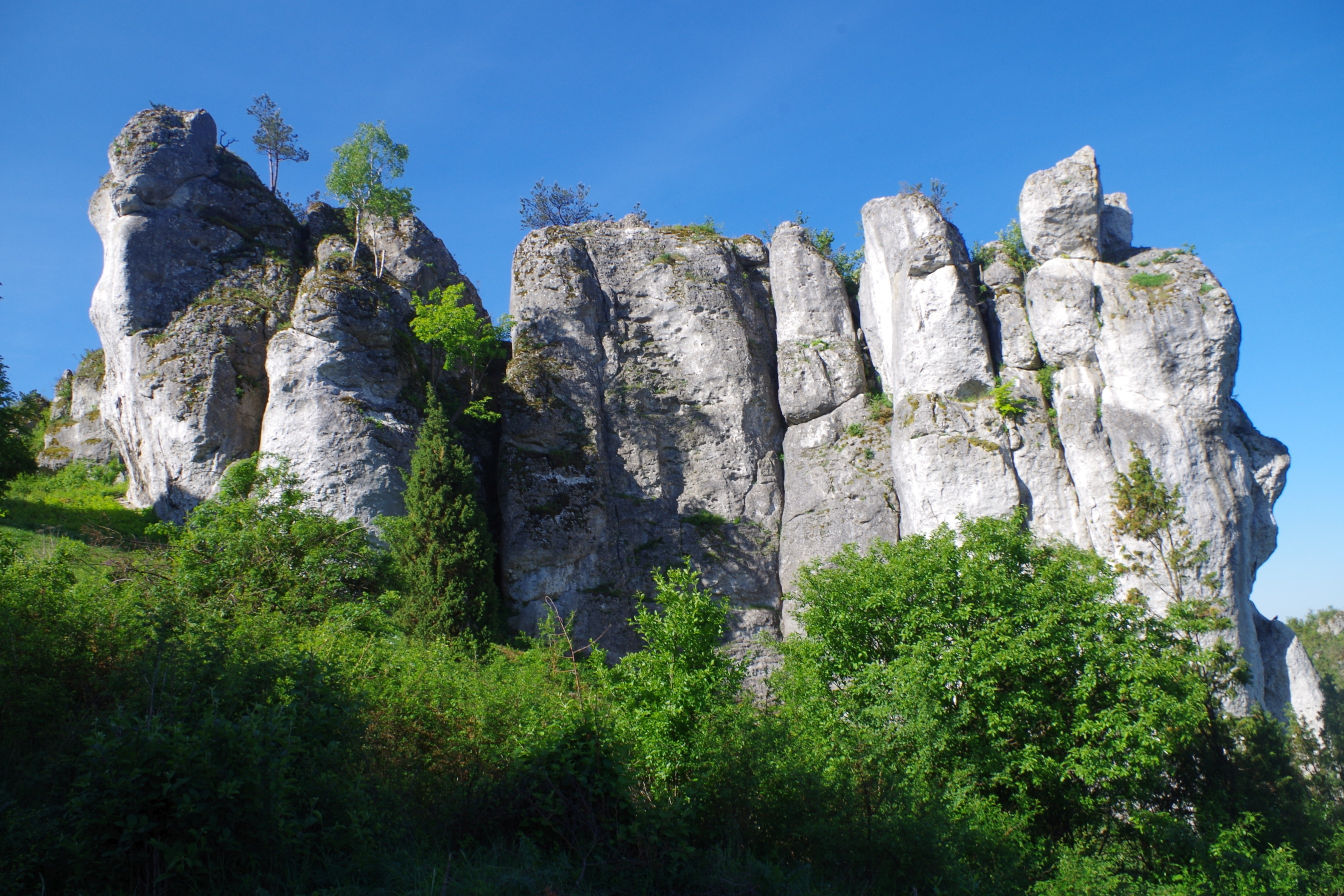
Grupa Kukuczki od wschodu